# Camaquã (gemeente)
Camaquã is een gemeente in de Braziliaanse deelstaat Rio Grande do Sul. De gemeente telt 62.723 inwoners (schatting 2009).

## Aangrenzende gemeenten
De gemeente grenst aan Amaral Ferrador, Arambaré, Cerro Grande do Sul, Chuvisca, Cristal, Dom Feliciano, São Jerônimo, São Lourenço do Sul, Sentinela do Sul en aan de lagune Lagoa dos Patos.